# William T. Hurtz
William T. Hurtz est un réalisateur américain né le 7 avril 1919 à Chicago, Illinois (États-Unis) et mort le 14 octobre 2000.

## Filmographie
- 1952 : Man Alive!
- 1952 : Hotsy Footsy
- 1953 : A Unicorn in the Garden
- 1954 : Bringing Up Mother
- 1957 : Hemo the Magnificent
- 1958 : The Unchained Goddess, (film TV)
- 1959 : Rocky and His Friends (série télévisée)
- 1961 : The Bullwinkle Show (série télévisée)
- 1964 : Hoppity Hooper (série télévisée)
- 1965 : Uncle Waldo's Cartoon Show (série télévisée)
- 1967 : Georges de la jungle (série télévisée)
- 1989 : Little Nemo: Adventures in Slumberland